# 林文察
林文察（臺灣話：林文察 / Lîm Bûn-Tshat；1828年3月4日—1864年12月1日），字密卿，臺灣清治時期彰化縣阿罩霧莊（今臺中市霧峰區）人，霧峰林家第五代的族長，清代著名臺灣籍將領，曾協助平定小刀會、戴潮春事件，並於福建、浙江與江西等地領軍對抗太平軍，最後於福建漳州萬松關不知下落，推定可能陣亡，贈太子少保振威將軍，諡剛愍。

## 生平

### 早年生平
林文察為霧峰林家林定邦長子。據霧峰林家研究者黃富三指出，林文察的事蹟直到咸豐八年（1858年）後才明朗化，其三十歲以前的歷史充滿謎團，頗多傳聞與揣測。:132據鷹取田一郎《林文察傳》稱，林文察出生即有奇端，母親戴氏假寐時，夢見一巨人手持金鼇入室，猛然驚醒生下一子，即林文察。當時為道光八年正月十九日寅時。戴氏隱密此事，不輕易告訴他人。林文察在嬰兒時期即能將魚骨挑除而下嚥。:133
林文察在四、五歲時，就喜歡與附近孩童玩作戰遊戲。十二歲時已能寫詩文，受業於彰化縣孝廉楊廷鰲門下受學（林幼春撰〈先伯祖剛愍公家傳〉載十四歲，可能以虛歲算）。:133然而，他對讀書考試興趣不大，反而喜好聽古今治亂興亡的大道理。每逢茶肆中有擅長講關羽、岳飛忠義報國的故事，他常廢寢忘食跟著聽。:133並好讀兵書，勤練槍法、刀劍等武術，尤其擅長射擊火槍。或許志不在文，林文察未考秀才入官學。〈家傳〉稱其「不應童子試而歸」；鷹取田一郎則言其十五歲應童子試，縣考、府考都過。而院考未過。:134
道光三十年（1850年），林媽盛(又稱吳媽盛)因綁架林定邦族人林連招，而與林定邦發生衝突，結果衝突之中林定邦中彈被殺。這時，時年二十二歲的林文察乃獨自一人偷襲林媽盛，押到父親墓前，將其剖心以為父報仇，之後擔心連累家人，又獨自到臺南府城自首，但似乎未被正式判決處刑。
林定邦命案發生後，林家因復仇而捲入長達七年半的纏訟。林文察與叔林天河也因而被通緝。:155

### 領兵作戰
咸豐三年（1853年），小刀會起事，相繼攻陷福建安溪、永安和廈門等地，之後被清軍圍攻，部分成員於1854年轉而來臺，並在臺北、噶瑪蘭（今日宜蘭縣）一帶起事，最後趁勢攻佔雞籠（今基隆市）。《林氏族譜》及《臺灣通史》皆稱由於北路協副將曾玉明聽聞林文察有才氣，且林家於地方亦有相當影響力，乃徵召他助戰。:174《林氏族譜》稱林文察率領200名鄉勇為前鋒大敗小刀會，成功收復雞籠，:176並以火槍架在船上追擊敵軍，燒毀兩艘船艦，拿下首功。獲六品軍功。此外，彰化縣衙判定林文察於林媽盛案件中無罪，這些契機令林文察得以開展其軍事生涯。
咸豐七年（1857年），林文察又捐贈銀兩捐助政府處理彰化縣與淡水廳械鬥的善後工作，咸豐八年（1858年）六月六日，清廷正式諭准「俊秀林文察得以游擊分發至福建，歸籌餉例補用」，開啟林文察官運。:181而他也利用機會增加家族的田地、房產，並招募更多鄉勇，擴充手下兵力。
1857年，太平軍旁系勢力郭萬淙再組小刀會，以書佔山為根據地，於1858年攻陷麻沙，圍逼建陽。台灣鎮總兵邵連科奉命徵召鄉勇助戰，林文察乃應募鄉勇420人，閩浙總督王懿德則於1859年二月正式以從三品武官游擊官職任用他，十年31歲林文察正式展開異地的軍事生涯。
該年5月19日，林文察抵達泉墩頭，沿路消滅所遇敵軍，三天後進紮洋墩，與敵軍隔順陽江對峙。這時他利用敵軍涉水偷襲時，部署大量火槍沿岸射擊，果然大敗敵軍。5月30日，他與友軍兵分三路掃蕩敵軍餘黨，成功解除建陽之圍。之後，林文察持續北上，與張堃、游紹芳等友軍圍攻麻沙，並自率手下鄉勇衝入敵陣，殲滅敵軍三、四百人，成功擊潰敵勢，收復麻沙。
隔年，林文察持續追捕郭萬淙，並於紹武山坊山使其投誠。之後郭之殘餘勢力與土匪胡熊合流，他隨大軍前往大田圍攻，終迫使胡熊投降。由於連戰皆捷，11月15日林文察被升為參將，換賞花翎，並賞「固勇巴圖魯」稱號。不久，他捐票錢五萬串，而被加封副將。

### 對抗太平軍
1860年年底，太平軍以江西常山為根據地，掠奪江山縣。1861年1月14日，林文察奉命率2000兵力支援，然而兩日後江山縣失守，他被命收復縣城。12月20日，林文察雨中出擊，於大溪灘襲擊太平軍，擊殺數十人後擊退敵軍，並駐紮該地。隔天，他率軍抵達江山縣城外，以槍砲圍攻縣城，並令張培荃登砲船沿江部署。而太平軍則由城北門、西門突圍，自東門向戰船火包，林文察則分隊迎戰，兩軍頓時陷入混戰。經過四小時激戰，太平軍慘敗，死傷無數，被迫退回城中。之後多日攻城，太平軍勢衰，林文察終於2月4日清早發動總攻擊，經過一天混戰後殺敵410人，俘虜160人，並於隔日成功收復縣城。之後又率軍追擊殘兵，並於2月11日協助收復常山。由於其以少勝多，逆轉局勢，3月21日被朝廷以副將儘先補用，賞「烏訥思齊巴圖魯」稱號。
1861年3月5日，太平軍彭順年攻陷連城，直接威脅到泉州、漳州兩地。閩浙總督慶瑞乃命人在浙江的提督曾玉明與林文察回福建支援，其本人則親自督戰。4月18日，兩人駐紮湖口，並擊退來犯的太平軍。5月7日，林文察收復姑田，進紮金雞嶺。5月16日，林文察令休息多日的部隊急攻亨子堡，並令勇首廖得全前去誘敵，然後以伏兵襲擊，本人則另率鄉勇由江防截擊，結果此戰太平軍中計慘敗，林文察成功收復連城。5月18日，曾玉明、張啓煊領軍攻打汀州縣城，林文察出兵支援。5月23日，清軍發動總攻擊，太平軍節節敗退，5月25日清軍收復汀州城。由於此戰林文察表現傑出，得以補總兵缺。七月時，曾玉明與林文察再度奉命支援浙江戰事，沿途順道消滅沙縣與長汀的土匪。

#### 二次援浙
同年9月25日，太平天國忠王李秀成攻陷常山，進而圍攻衢州府城，閩浙總督慶瑞乃派林文察率臺灣鄉勇2000人與李元度的8000安越軍前去支援，之後朝廷又命曾玉明與林文察兩軍歸左宗棠管領，於是林文察先北上扺浦城，再由江山攻打金華。期間林文察表現優異，屢立戰功，順利解除衢州之圍，但準備追擊撤退的敵軍時，卻傳來祖母過世的消息。這時林文察理應回鄉守孝，但因表現傑出，且局勢危急，被慶瑞上奏留營。12月10日，李秀成攻佔杭州，浙江巡撫王有齡與杭州將軍瑞昌相繼自殺，慶瑞因而被革職。但林文察仍領軍至建寧，準備攻打杭州。但年底時李元度率軍抵達，加上林文察軍新兵尚未到營，於是改命攻打慶州。
1862年，林文察與弟弟林文明率兵4700人駐守龍泉，準備攻打遂昌，而此時敵軍約三萬多人。4月7日，林文察派林文明、督司陳慶善、把總林廷棟等人率軍夜襲大港頭，將敵軍驅至碧湖，然後節節逼近遂昌，最後駐紮石練。4月23日，太平軍攻佔遂昌縣城，並結合松陽軍勢，總兵力達4萬多人，侍王李世賢亦率軍支援，準備截斷林文察軍後路。4月27日，林文察迎戰敵軍一萬多人，以大砲圍轟敵軍，使其竄逃，再以埋伏四地的3000兵力出擊迎敵，成功擊退敵軍。當晚，太平軍發動夜襲，林文明以俘來的太平軍旗誘騙敵軍入營，然後之前預備的伏兵湧出包圍，以強大火力轟擊並大敗敵軍，同時救出難民一千多人。4月30日，林文察命林文明等人攻打潘村，在民團協助下擊敗敵軍兩萬多人，之後直抵遂昌敵營，擊殺敵軍數千人，成功收復遂昌一帶，阻斷太平軍進入福建。
之後林文察命曾元福守遂昌，率軍攻打浙江松陽。5月14日，林文察抵達松陽邊界，之後連日猛攻馬埠，拆毀堡壘17座，但敵軍卻又增建12座堡壘。5月23日，兩軍於舊市交戰，林文察約袁艮由南邊進軍，並召請民團助戰。開戰時，林文察派林廷棟、李有福誘敵，等數萬敵軍來到舊市時，埋伏許久的林文明隊以火槍襲擊，林文察則親自率軍衝入敵陣，前來支援的曾元福軍則從小路攔截逃軍，最後擊殺三、四千人，順利擊潰敵軍。5月24日，林文察準備攻打松陽縣城，但太平軍援軍趕到，雙方於舊市再度開戰，林文察與處州知府李澍所率民團合力作戰，成功擊退數萬敵軍。之後一個月，由於補給困難，林文察軍僅能駐守當地，不斷迎戰太平軍的襲擊，直到慶瑞自浦城買糧補給後才得舒緩。7月1日，林文察率軍出擊，隔日展開激烈戰鬥，並持續到7月15日，林文察以掛有濕棉的30台單輪車推進，阻擋敵軍槍砲攻擊，並派伏兵斷其後路。雙方激戰4個多小時，林文察軍大勝，擊殺敵軍數千人，終於收復松陽。八月，朝廷升林文察為四川建昌鎮總兵，但因戰事未能赴行。之後，林文察出兵處州，相繼收復蘇埠、蘭埠，並於7月14日收復處州府城，8月17日收復縉雲縣城，獲加提督銜。
1862年十一月，林文察率軍進駐李村，打算攻打武義，但1863年正月間太平軍十萬人取道縉雲，部分部隊在李村一帶與林文察遭遇，被林文察軍多次擊退，而武義城內的太平軍出城迎擊也被擊敗，於是堅守不出。直到2月28日，左宗棠收復湯溪、龍遊，武義勢力孤危，林文察令林朝安發動夜襲，一舉破城，得以順利收復武義。5月25日，林文察正式赴福建福甯鎮總兵一職。6月10日閩浙總督左宗棠參福建陸路提督石棟貪橫不法，遭革挐查抄，改由林文察署理福建陸路提督。

### 平定戴潮春事件

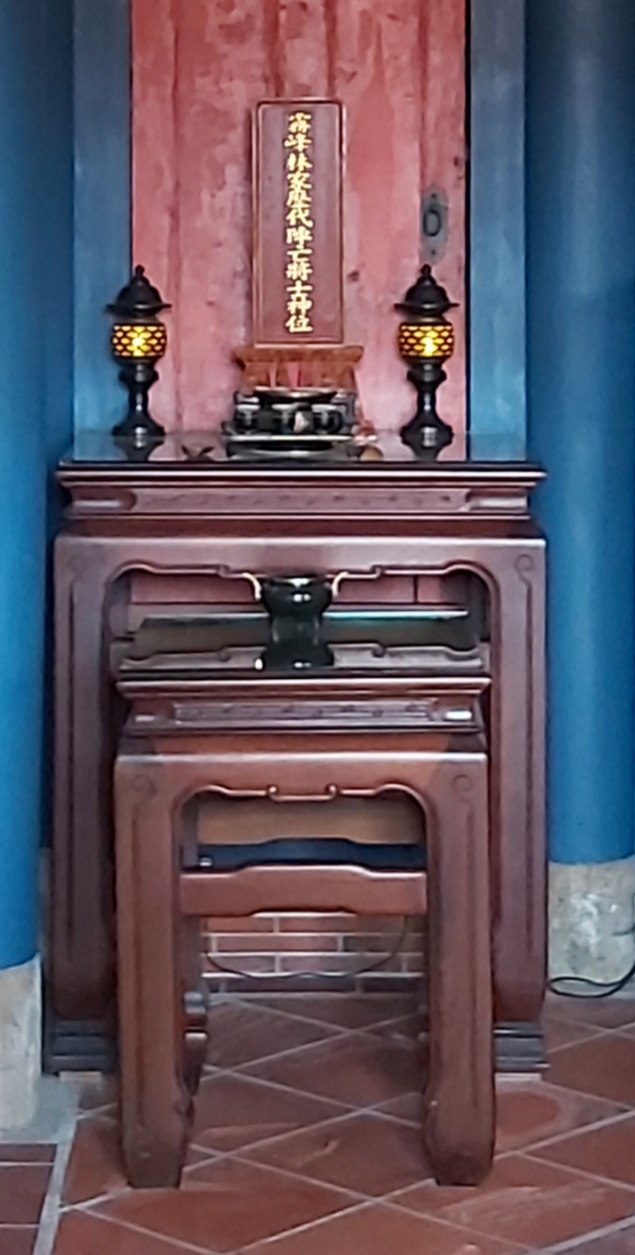
霧峰林宅祖廳內供奉的歷代陣亡將士神位

1863年7月28日嘉義粵勇潰散，閩浙總督左宗棠偕福建巡撫徐宗幹會銜上奏將護理福建水師提督吳鴻源革職挐問。8月25日9月10日左宗棠奏請林文察兼署理福建水師提督，左宗棠命林文察返臺，討伐已起事兩年的戴潮春事件，而此時臺灣兵備道丁曰健已抵達台北，準備南下作戰。然福建巡撫徐宗幹以閩省水、陸兩提督未便並駐海外，且林文察署陸路提督並帶印東渡為由，奏請改派曾元福接護理陸路提督或仍令護理水師提督。11月24日林文察自安平登陸，12月2日抵達嘉義，懲勸當地兩百數十庄向清軍投降，並與護理水師提督曾元福會師商議戰略。商討結果，他決定先疏通嘉義與彰化交界處的道路，然後再收復彰化，於是命白瑛、關鎮國合攻斗六，請彰化知縣凌定國由寶斗（今彰化縣北斗鎮）向南攻，而他本人與許忠標等部隊沿海向北作戰，直到麥寮與南下的林文明會師後再攻打彰化。
12月8日，林文察進駐麥寮。這時，各方部隊逐漸包圍彰化縣城，12月13日破城。之後，林文察進駐塗庫，與曾元福相約攻打斗六，同時殲滅支持戴潮春的村莊三十多座，逐漸逼近斗六城，但斗六防禦堅固，難在短期內拿下。於是1864年1月20日，林文察假意以援助彰化戰事為由，密令各軍撤離城外，至1月26日，僅留關鎮國數營於城下，並燃燒柴草煙火，令士兵作慌亂狀，而誘使城內敵軍開門襲擊，這時附近甘蔗田伏兵衝出襲擊，關鎮國等軍備後夾擊，成功大敗敵軍，收復斗六城。1月29日，戴潮春在張三顯勸說下出面投降丁曰健，但因出言不遜，隨即被斬殺。
1月30日，林文察率軍攻打四塊厝庄，經過一番激戰後，最後搭建砲臺，以大砲連夜砲轟，才得以於2月18日斬殺林日成，收復該地。

### 戰死

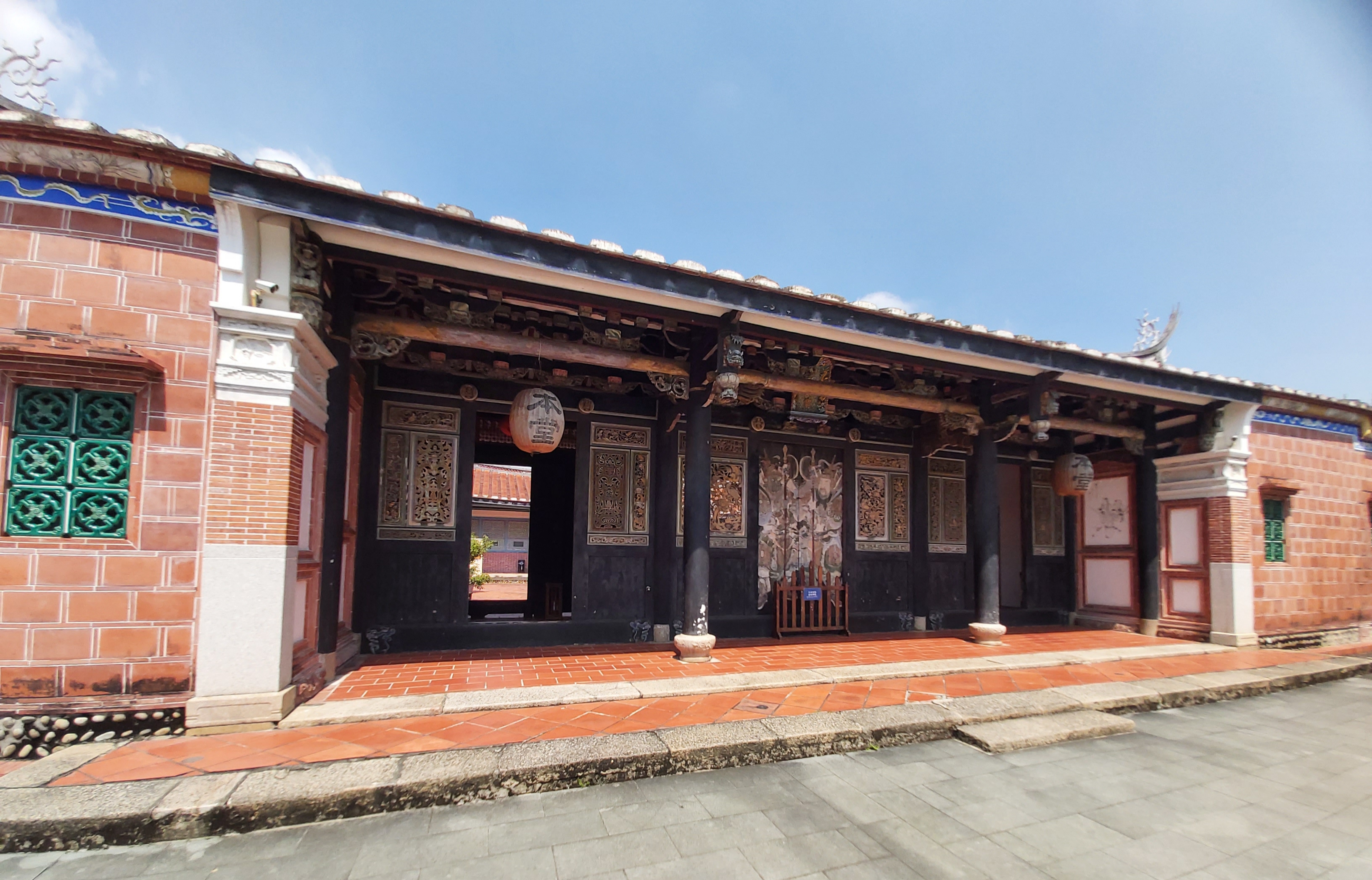
霧峰林宅宮保第

1864年五月，左宗棠奏請林文察再度前往福建協防，然而因台灣戰事、兵糧不足等因素，林文察7月25日上奏定期內渡（遷移至大陸），至8月25日才抵達泉州，10月7日抵達福州，與福建巡撫徐宗幹商談軍情，並請求增補兵力。
10月21日，林文察率軍前往延平，但聽聞太平軍李世賢攻佔漳州，於是於10月23日返回福州，與徐宗幹、福州將軍英桂商談事宜。11月10日林文察出兵漳州，但被擊敗，退守玉洲，之後攻下響水橋，而移守萬松關，與曾玉明軍相互策應。12月1日清晨，太平軍即發兵數千人攻打林文察軍駐營，誘使林文察出兵，然後發兵數萬由好景山等地四路包抄，將其團團圍住。林文察雖奮勇殺敵，但援軍始終未來接應，終於全軍覆沒，而本人也沙場陣亡，享年僅三十六歲，屍骨難尋。
林文察死後，清追贈太子少保、授振威將軍，諡剛愍，並賜騎都尉爵位世襲，並准建專祠。

## 影響
林文察雖早逝，但卻對清朝平定太平天國的戰事有深遠影響。他在福建駐守期間，不但收復被佔領的郡縣，並成功阻止太平軍由江西至東南沿海擴張。另外，他與曾玉明兩次増援浙江，也發揮以少擊多的力量，順利達成戰略目的，防止浙江南部落入太平軍的手中。
而在家業上，林文察傳奇性的軍旅生涯不但令他由一個非正規軍的鄉勇士兵升至總兵職位，林家也由一地方土豪成為握有數千精良私人兵力的官宦世族。而他擔任族長期間，利用戴潮春事件等契機，使林家田產倍增，並因平定戴潮春事件有功，得清庭賞賜全福建省（當時包含台灣）的樟腦專賣權，使霧峰林家財力成為全島第二（僅次於板橋林家），人稱「一天下，兩林家」。從此，霧峰林家成為全台灣最有財、勢的家族之一。
但另一方面，林文察平定戴潮春事件時與臺灣兵備道丁曰健交惡，也是導致日後其二弟林文明被斬、堂弟林文鳳被關，林家家道中衰的原因之一。

## 家屬

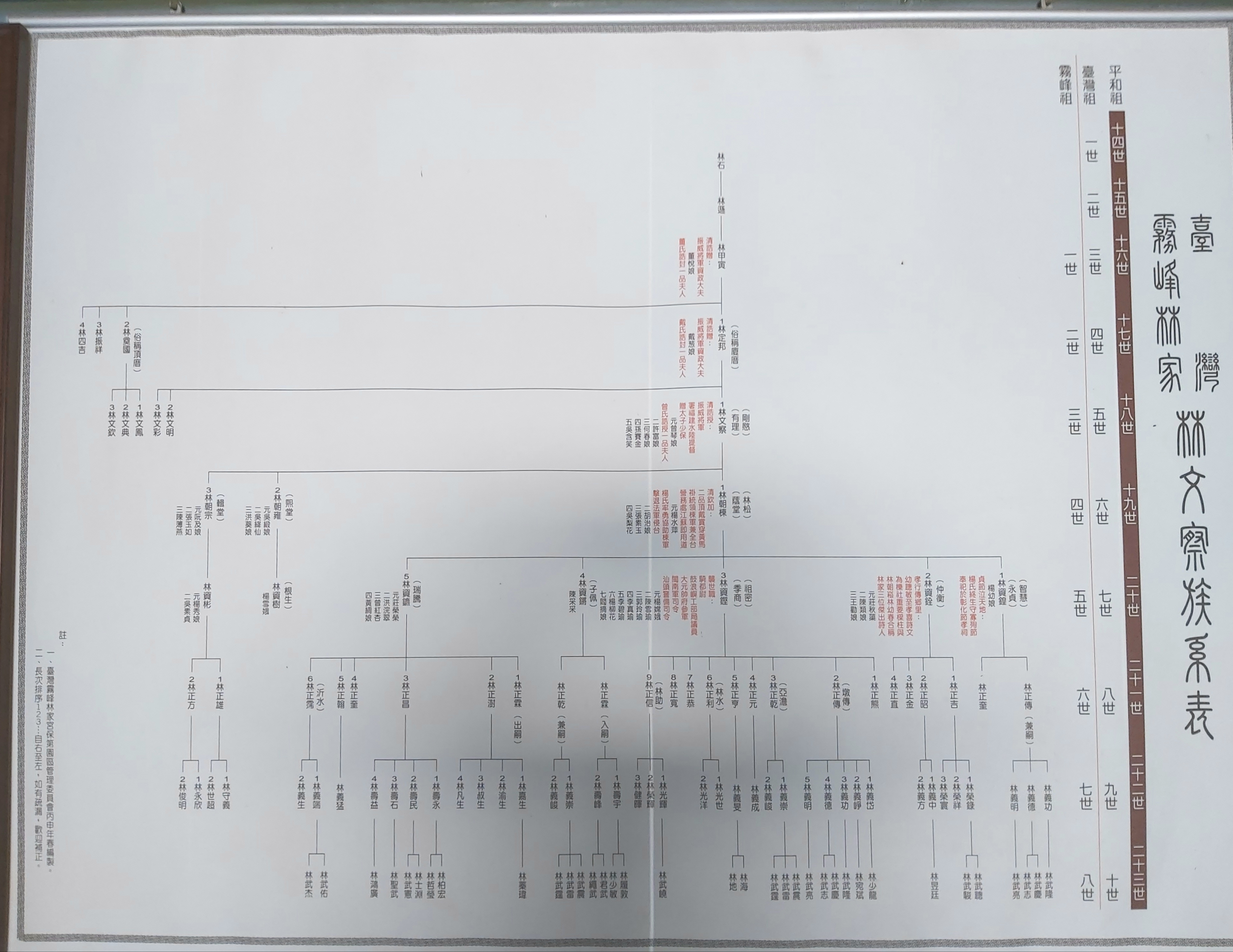
霧峰林宅「宮保第」正廳陳列的「臺灣霧峰林家」林文察族系表

- 弟：林文明、林文彩
- 父：林定邦
- 子：林朝棟、林朝雍、林朝宗
- 女：林篤順（夫李定郎，棟軍幹部）

## 延伸阅读
[在维基数据编辑]
 《清史稿·卷429》，出自趙爾巽《清史稿》